# Seznam ukrajinskih filozofov
Seznam ukrajinskih filozofov.

## A
- Ahad Ha'am [hebr.: אחד העם ; Asher Zvi Hirsch Ginsberg]

## D
- Dmytro Doncov (1883-1973)

## L
- Vjačeslav Lipinski

## N
- Nachman Krochmal [hebr.: נחמן קרוכמל ]

## P
- Teofan Prokopovič, arhebiskop [Архиепископ Феофа́; krstno ime: Елеазар Прокопович]

## R
- Ivan Lisjak-Rudnicki (1919–1984)

## S
- Pavlo Skoropadski?
- Grigorij Skovoroda [Григорій Савич Сковорода]

## V
- Pasij Veličkovskij [Паисий Величковский; romunsko: Paisie de la Neamţ]
- Vladimir Ivanovič Vernadski [Влади́мир Ива́нович Верна́дский]